# Оганян, Христофор
Оганя́н Христофо́р (1864 — 1924) — деятель армянского национально-освободительного движения.
Родился в Шуше. Ещё подростком с группой сверстников сбежал из дома, чтобы примкнуть к армянскому освободительному движению, но был возвращен с помощью полиции (видимо, во время русско-турецкой войны). Закончил медицинский факультет Женевского университета, врач-окулист. В Женеве, с группой армянских студентов, основал в 1887 армянскую социал-демократическую партию Гнчак. Впоследствии поселился в Тавризе, где принимал участие в организации боевых групп. В 1897 г. поддержал Никола Думана в инициативе организации Ханасорского похода, в котором принял участие в качестве командира отряда и врача.
Автор книги «Причины слепоты».

## Внешние ссылки
- Виген Оганян. Штык и скальпель (недоступная ссылка)